# 阿爾及利亞—肯雅關係
阿爾及利亞－肯雅關係，是阿尔及利亚和肯尼亚之间的双边关系。阿尔及利亚在奈洛比设有大使馆。肯尼亚在阿尔及尔设有大使馆。

## 历史
2013年12月，肯尼亚国民议会议长穆图里訪問阿尔及尔五天，期間会见阿尔及利亚总理塞拉勒。会谈期间，两国同意為促进两国之间的关系，成立阿尔及利亚-肯尼亚联合委员会。
2015年2月，肯尼亞總統乌胡鲁·肯雅塔应總統阿卜杜勒-阿齐兹·布特弗利卡邀请到阿尔及利亚國事訪問3天。访问期间開設肯尼亚驻阿尔及利亚大使馆。 

## 发展合作
阿尔及利亚與肯尼亚签署兩項合作及政治協商協定，共同發展经济、技术及政治领域，加强彼此之間的聯係。

## 贸易
2013年，肯尼亚出口价值5.45億（530萬歐元）肯尼亞先令商品。進口價值為1300萬肯尼亞先令（126,000欧元）。